# Palacio Grassi
El Palacio Grassi (Palazzo Grassi, en italiano, también conocido como Palacio Grassi-Stucky), es un notable edificio italiano, construido en piedra de Istria. Se encuentra situado en el sestiere de San Marco junto al Gran Canal en Venecia. Proyectado por Giorgio Massari, el edificio fue levantado entre 1748 y 1772 para la rica familia boloñesa de los Grassi. Se trata del último edificio monumental encargado antes de la extinción de la República de Venecia.

## Historia

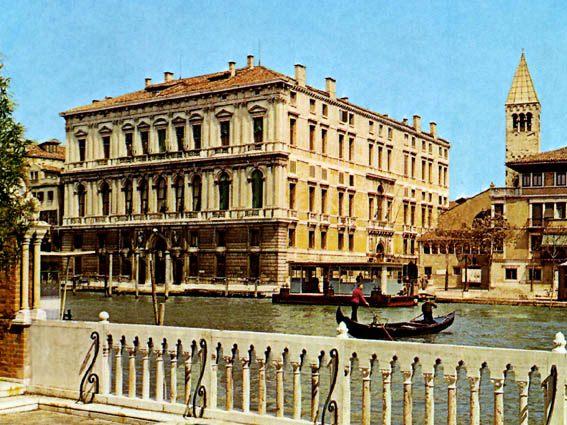
Palacio Grassi en 2004.

El palacio surge en varias fases a partir de un grupo de edificios propiedad de los hermanos Zuanne e Angelo Grassi. Aunque se piensa que el inicio de la construcción del nuevo edificio debió de ser en 1748, gracias a un documento que señala los trabajos de excavación y cimentación en el solar, por lo que sería contemporáneo a Ca' Rezzonico, la conclusión de la obra no se produjo hasta 1772, año de la muerte de  Paolo Grassi. 
Después de que la familia Grassi, coincidiendo con su completa extinción, vendiese el palacio en 1840, su propiedad fue pasando por diferentes manos. En 1857 fue adquirido por el financiero griego Simone de Sina, que efectuó algunas modificaciones en su estructura. En 1908 pasó a ser propiedad del industrial suizo  Giovanni Stucky, tras cuya muerte, su hijo incorporó en la casa electricidad, un ascensor y calefacción. Además, recuperó los frescos de Giambattista Canal, trasladándolos a la escalera principal del palacio. 
En 1949, siendo de la multinacional  italiana Snia Viscosa, por iniciativa del socio mayoritario Franco Marinotti, se convirtió un el Centro Internacional de Arte y del Traje, lo que obligó a realizar algunas modificaciones en el edificio para poder realizar desfiles de moda.
El palacio fue comprado por grupo FIAT en 1983, que estableció un museo de artes visuales, encargando su remodelación a Gae Aulenti, que añadió en las estancias remates que terminaban en una cornisa inclinada para permitir la colocación de instalaciones técnicas. Además, reforzó la estructura metálica del ventanal del patio con cuatro falsas puertas metálicas e hizo repintar varios elementos del palacio con un color verde agua, que creaba un suave contraste con el rosa del revestimiento. Entre 1984 y 1990, Pontus Hultén estuvo a cargo del museo de arte. Desde 2005, el palacio es propiedad del empresario francés François-Henri Pinault, que encargó una nueva reforma a Tadao Andō para convertir el palacio en centro de exposiciones de su colección de arte moderno y contemporáneo.

## Descripción
El palacio posee dos grandes fachadas, una orientada al Gran Canal y otra en el campo de San Samuel, que destacan por su porte y espendor. La fachada principal, de claro estilo neoclásico, desarrolla una planta intermedia, inspirada más en modelos romanos que venecianos. En el centro se abre un patio columnado similar al del palacio Corner, que divide la estructura en dos bloques. El primero contiene cuatro salas laterales y un salón central, mientras que el posterior, más pequeño, alberga una majestuosa escalinata decorada por los pintores Michelangelo Morlaiter y Fabio Canal, similar a la del Palacio Pisani Moretta.
La disposición de los huecos de la fachada principal, completamente revestida de piedra de Istria y recorrida por encima de cada imposta por balaustres, respeta la tradicional distribución en tres partes. Las ventanas de las plantas nobles, de inspiración clásica se alinean en el centro en una polífora de cinco elementos y dos monóforas a cada lado, con arco de medio punto en la primera planta y tímpanos curvilíneos o triangulares en la segunda planta.
Las ventanas quedan separadas por lesenas lisas culminadas por capiteles jónicos o corintios. El portal a ras del canal presenta tres vanos inspirados en un arco del triunfo.
Remata el edificio una faja con cornisa de ménsulas que disimula el ático.
La fachada lateral, igualmente monumental, imita en estilo a la principal, proponiendo un portal de inspiración romana y una serliana en la primera planta noble. La disposición de los huecos, con o sin balcón, se ordena alternando ventanas individuales y grupos de dos o tres.